# Paurocoma
Paurocoma là một chi bướm đêm thuộc họ Geometridae.